# Glossaire de philosophie
Ce glossaire de philosophie regroupe les concepts et notions de la philosophie par ordre alphabétique. Pour une présentation structurée, voir la liste des concepts de la philosophie.
- Haut – A
- B
- C
- D
- E
- F
- G
- H
- I
- J
- K
- L
- M
- N
- O
- P
- Q
- R
- S
- T
- U
- V
- W
- X
- Y
- Z

## A
- Abduction
- Absolu
- Abstraction
- Absurde
- Acatalepsie
- Acrasie
- Acte
- Action
- Actualisation
- Affection
- Agapé
- Agent
- Agnosie
- Agnosticisme
- Aliénation
- Altruisme
- Âme
- Amitié
- Amour
- Anagogique
- Analogie
- Analyse
- Analytique
- Âne de Buridan (paradoxe)
- Angoisse
- Anomie
- Antinomie
- Aperception
- Aporie
- Apparence
- Appétit
- A priori
- Argument
- Art
- Aséité
- Ataraxie
- Athéisme
- Atome
- Attention
- Attribut
- Authenticité (Jean-Paul Sartre)
- Autocontradiction
- Autonomie
- Autorité
- Autrui
- Axiologie
- Axiome

## B
- Bateau de Neurath
- Béatitude
- Beau
- Besoin
- Bien
- Bonheur

## C
- Caractère
- Caractéristique universelle
- Catégorie (définition du wiktionaire)
- Catharsis
- Causalité
- Causa sui
- Courage
- Changement
- Certitude
- Chaos (mythologie), Chaos (religion), Chaos (science)
- Chose
- Civilisation
- Clinamen
- Cogito
- Cognition
- Cohérence
- Compossibilité
- Conatus
- Concept
- Connaissance
- Conscience
- Consensus
- Contemplation
- Contingence
- Contradiction
- Cosmos
- Création (théologie), Créativité
- Critique
- Croyance
- Culture
- Cynisme

## D
- Dasein
- Décadence
- Déduction
- Définition
- Déisme
- Délibération
- Démiurge
- Démocratie
- Démonstration
- Déontologie
- Déterminisme
- Description
- Désir
- Destin
- Devoir
- Dialectique
- Dieu
- Différence
- Dilemme
- Discours
- Discursif
- Doctrine
- Dogme
- Douleur
- Doute
- Droit
- Dualisme
- Durée

## E
- Eccéité
- Émanatisme
- Émotion
- Empirisme
- Entéléchie
- Entendement
- Épicurisme
- Épistémè
- Éros (philosophie)
- Eschatologie
- Espace
- Esprit
- Essence (philosophie)
- État
- Éthique
- Être
- Existence
- Expérience

## F
- Faculté
- Fait
- Fatalisme
- Fatalité
- Fatum
- Fiction
- Fidéisme
- Fin
- Finalité
- Finitude
- Foi
- Force
- Forme

## G
- Genèse
- Genre
- Gnose
- Goût
- Gouvernement
- Grâce

## H
- Habitude
- Harmonie
- Hasard
- Hédonisme
- Hiérarchie
- Histoire
- Homme
- Homologue
- Homonymie
- Humanité
- Humanisme
- Hylémorphisme
- Hypostase
- Hypothèse

## I
- Idéal
- Idéalisme
- Idée
- Identité
- Idéologie
- Idiosyncrasie
- Ignorance
- Illusion
- Imagination
- Immanence
- Immortalité
- Impératif catégorique (Kant)
- Implication
- Impulsion
- Inconscient
- Indéterminisme
- Individu

- Individualisation
- Individualisme

- Induction
- Infini
- Inné
- Instinct
- Intellect
- Intelligence
- Intentionnalité
- Intérêt
- Introspection
- Intuition
- Ipséité
- Irrationnel
- Ironie

## J
- Joie
- Jugement
- Justice
- Justice naturelle
- Justice immanente

## L
- Langage
- Langage privé
- Légitimité
- Légal
- Liberté
- Libre arbitre
- Limite
- Logique
- Loi

## M
- Machiavélisme
- Magnanimité
- Maïeutique
- Mal
- Matérialisme
- Matière
- Mélancolie
- Mémétique
- Mémoire
- Mensonge
- Métaphysique
- Miracle
- Mode
- Modernité
- Moi
- Monade
- Monadologie
- Monde
- Morale
- Mort
- Mythe

## N
- Nature
- Néant
- Nécessité
- Négativité
- Nihilisme
- Nombre
- Normal
- Norme
- Notion
- Noumène

## O
- Objectivité
- Objet
- Obligation
- Obstacle épistémologique
- Omnipotence, Paradoxe de l'omnipotence
- Omniscience
- Ontologie
- Ontique
- Opinion
- Optimisme
- Ordre
- Organon
- Origine
- Ousiologie

## P
- Panthéisme
- Paradigme
- Paradoxe
- Passion
- Pensée
- Perception
- Personne
- Phénomène
- Philia
- Philosophe roi
- Pittoresque (esthétique)
- Plaisir
- Pluralisme
- Poids
- Politique
- Postulat
- Pouvoir
- Pratique
- Preuve
- Principe
- Proposition
- Puissance et acte

## Q
- Qualia

## R
- Raison
- Rasoir d'Occam
- Rationalisme
- Réalisme
- Réalité
- Réification
- Réminiscence
- Responsabilité
- Rhizome

## S
- Santé publique
- Science
- Sciences humaines
- Sentience
- Sentiment
- Séparabilité
- Société
- Stoïcisme
- Subjectivité
- Sublime
- Substance
  - substance (Aristote)
- Sujet
- Syllogisme

## T
- Technique
- Téléologie
- Temps
- Théisme
- Théorie
- Transcendance
- Travail

## U
- Un
- Unité
- Univers
- Universaux
- Universel
- Utilitarisme
- Utopie

## V
- Valeur
- Vérité
- Vertu
- Vice
- Vie
- Violence
- Virtualité
- Volonté
  - Volonté générale
  - Volonté de puissance
- Vrai

## W
- Weltanschauung

## Z
- Zététique